# Діармайт мак Кербайлл
Діармайт мак Кербайлл — (ірл. — Diarmait mac Cerbaill) — верховний король Ірландії. Час правління: 539—558 роки. За іншими даними помер у 565 році. Згідно історичних переказів він був останнім верховним королем Ірландії який при сходженні на трон дотримувався давніх язичницьких ритуалів посвячення, зокрема ритуалу «шлюбу з богинею Землі» та здійснив язичницьке «свято Тари». На відміну від багатьох його попередників вважається історичним верховним королем Ірландії — у його історичності історики не сумніваються. Його нащадки відіграли величезну роль в історії Ірландії. За деякими джерелами вважається першим християнським королем Ірландії (всі попередні верховні королі, відповідно, вважаються язичниками — що сумнівно). Разом зі святим Кіараном заснував монастир Клонмакнойс (ірл. — Cluain Mhic Nóis — Клуайн Мік Нойс), особисто заклав першу дерев'яну церкву з багатьох, що були там збудовані пізніше у 545 році.

## Діармайт мак Кербайлл в історичних джерелах
Літописи в яких згадується Діармайт мак Кербайлл як верховний король Ірландії датуються не пізніше VII століття. Вважається, що ці літописи були складені в монастирі на острові Йона і потрапили до власне до Ірландії у 740 році. Лаконічні записи щодо правління Діармайта мак Кербайлла містяться у «Хроніках Ольстера» та «Хроніках Тігернаха». Діармайт мак Кербайлл згадується у багатьох середньовічних генеалогіях.

## Походження
Згідно історичних переказів Діармайт мак Кербайлл був сином Фергуса Керрбела (ірл. — Fergus Cerrbél), нащадком Коналла Кремптайне (ірл. — Conall Cremthainne), нащадком верховного короля Ніла Дев'яти Заручників (ірл. — Niall Noígíallach). Як нащадок Ніла (Ніалла) Дев'яти Заручників, він і його нащадки називались О'Нілами (О'Ніаллами).

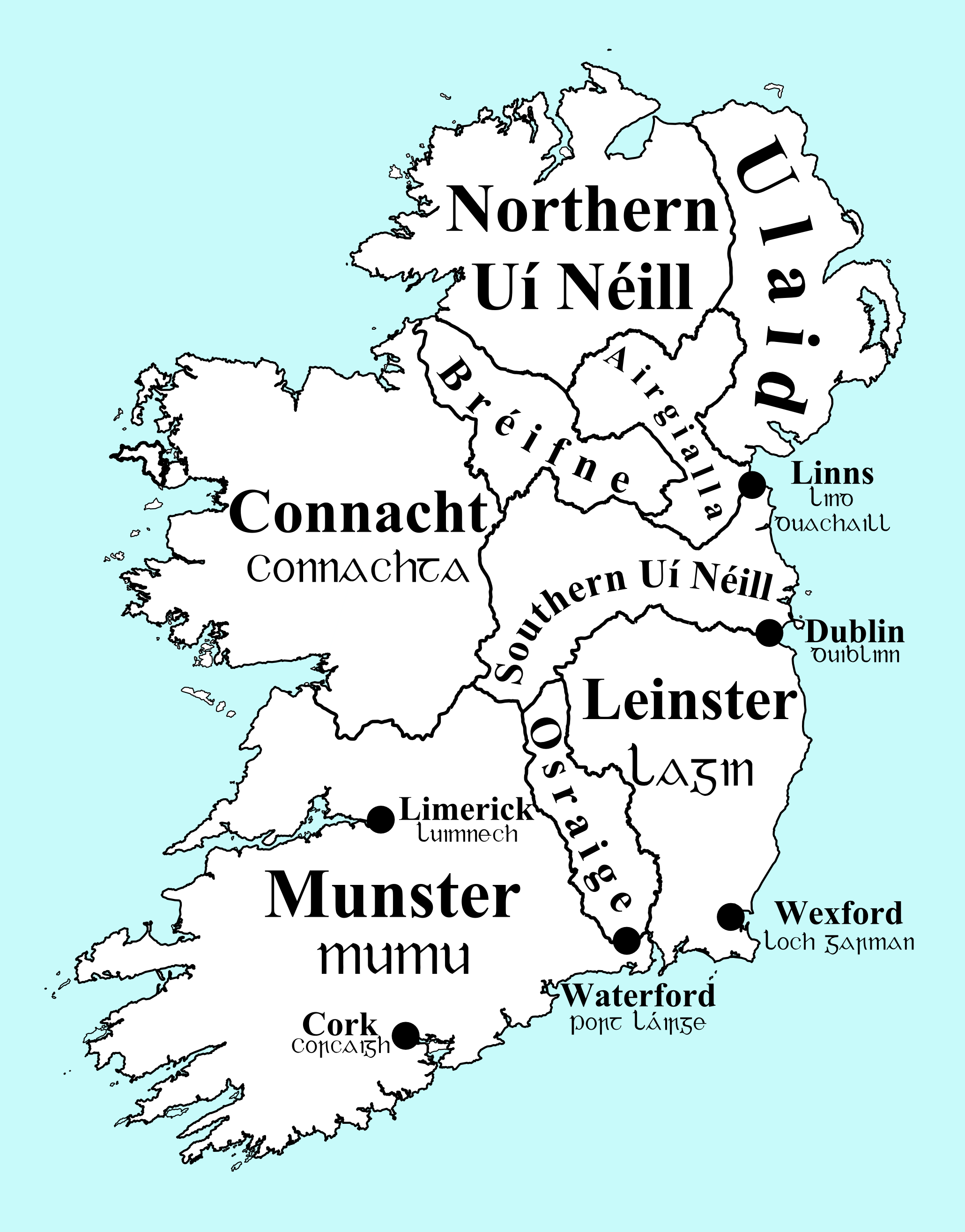
Карта Ірландії в давні часи Діармайта мак Кербайлла. Показані регіональні королівства і володіння північних і південних О'Нілів.

## Правління
У «Хроніках Тігернаха» Діармайт мак Кербайлл вказується як родич попереднього верховного короля Ірландії на ймення Туатал Маелгарб. Зазначається, що він правив в Тарі, його коронація відбулася в Тарі згідно з давніми язичницькими звичаями, хоча в інших джерелах, зокрема релігійного характеру, зазначається, що Тара на той час вже була покинута як королями так і жителями. У літописах його правління згадується і як «нещасливе правління» так і як правління «славного короля».
Діармайт мак Кербайлл зазнав поразки в битві під Кул Дреймне (ірл. — Cúl Dreimne) — біля Бен Булбен (ірл. — Ben Bulben), графство Слайгьо у 560 або у 561 році. Ця битва ввійшла в історію як «Битва Книг». Нібито причиною для війни і битви послужила суперечка між святим Колумба та Фініаном Мовілле (ірл. — Finnian Moville). Суперечка стосувалась, зокрема, питання власності книг які в ті часи були дуже дорогі ще й оздоблювались коштовними каменями. Святий Колумба, буцім то, таємно скопіював книгу, яка належала Фініану. Фініан пред'явив права на власність копії. Діармайт мак Кербайлл нібито постановив, що «Кожна корова має своє теля, а кожна книга має свою копію» і вирішив суперечну на користь Фініана. Колумба почав шукати підтримки у сильних кланів Кенел Конайл (ірл. — Cenél Conaill) та Кенел н-Еогайн (ірл. — Cenél nEógain) з північних О'Нілів, які почали війну проти Діармайта мак Кербайлла (що був з південних О'Нілів). У деяких літописах та переказах стверджується, що в цій битві Діармайт мак Кербайлл загинув від руки Діармайта Курана (ірл. — Diarmait Curnán) сина Аеда мак Ехаха (ірл. — Áed mac Echach). Сам Діармайт Куран — король Коннахта, що перебував під захистом святого Колумби, помер у 575 році. Але в інших джерелах (більш імовірних) зазначається, що Діармайт мак Кербайлл в цій битві не був вбитий, а лише отримав поразку. Після цього він вів невдалу війну з Аедом мак Бренайном (ірл. — Áed mac Brénainn) — королем Техбе (ірл. — Tethbae), що в Лейнстері. Битва відбулась під Куйл Уйнсен (ірл. — Cúil Uinsen). Цю битву Діармайт мак Кербайлл теж програв. Потім влада Діармайта мак Кербайлла зовсім занепала. Він не грав ніякої ролі в переможній битві О'Нілів під Крухінь (ірл. — Cruthin) над кланом Мойн Дайре Лохайр (ірл. — Móin Daire Lothair) у 565 році.

## Смерть
Найбільш імовірно, що верховний король Діармайт мак Кербайлл був вбитий у 565 році в битві Райх Бек (ірл. — Ráith Bec) під Маг Ліне (ірл. — Mag Line, Moylinny) біля Ларне (ірл. — Larne) в Ольстері від руки Аеда Дуб мак Суібні (ірл. — Áed Dub mac Suibni) — короля чи вождя племені круїтні (крухін) (ірл. — Cruthin).

## Діармайт мак Кербайлл та християнські святі і друїди
Щодо релігійних поглядів Діармайта мак Кербайлла повідомлення вкрай суперечливі. З одного боку повідомляється, зокрема, Адомнаном з Йони, що Діармайт мак Кербайлл був «освячений з волі Божої як король всієї Ірландії», а з іншого боку повідомляється про язичницькі ритуали при його коронуванні. Тому багато істориків скептично ставляться до записів Адомнана. Більшість джерел зображають його як короля, що конфліктував з християнськими святими, зокрема з святим Колумбою. Один з середньовічних ірландських поетів навіть написав щодо короля Діармайта мак Кербайлла: «Горе тому, хто сперечається зі святою церквою!» Ці слова приписуються навіть самому Діармайту. У деяких літописах стверджується, що як Діармайт мак Кербайлл так і його вороги користувались послугами друїдів, які, очевидно, тоді ще не зійшли з історичної арени.

## Легенди про Діармайта мак Кербайлла
Щодо смерті Діармайта мак Кербайлла існує легенда в якій смерть цього короля має явно надприродний характер. Згідно з цією легендою друїд Бек мак Де (ірл. — Bec mac Dé) прорікає, що вбивцею Діармайта мак Кербайлла стане його прийомний син Аед Дуб (ірл. — Áed Dub). Потім святий Руадан (ірл. — Ruadán) прорікає, що Діармайт мак Кербайлл буде вбитий у залі свого палацу в Тарі променем, що впаде з даху. Довідавшись ці суперечливі пророцтва, Діармайт запитав своїх друїдів — якою смертю він помре. Друїди відповіли, що помре він потрійною смертю — він буде вбитий, втоплений і спалений. І що вісниками його смерті будуть: сорочка, зіткана з льону, що виріс з одної насінини; мантія, зіткана з вовни, що зістрижена з однієї вівці; ель, приготовлений з ячменю, що виріс з однієї насінини і шматок бекону, зроблений зі свині. яка ніколи не поросилася. Всі пророцтва збулися. Коли Діармайт мак Кербайлл ввійшов у зал палацу Банбан Рахь Бек (ірл. — Banbán Ráith Bec), там були наявні всі ознаки його смерті. Коли він виходив з цього залу Аед Дуб вражає його мечем і підпалює палац. Поранений король пробує врятуватись, але балка з даху палацу вбиває його. Таким чином всі пророцтва збулися.